# Novopidhirne, Krînîcikî
Novopidhirne (în ucraineană Новопідгірне) este un sat în așezarea urbană Krînîcikî din raionul Krînîcikî, regiunea Dnipropetrovsk, Ucraina.

## Demografie
Componența lingvistică a localității Novopidhirne
     Ucraineană (95,61%)
     Rusă (3,95%)
Conform recensământului din 2001, majoritatea populației localității Novopidhirne era vorbitoare de ucraineană (95,61%), existând în minoritate și vorbitori de rusă (3,95%).